# 5. Panzerdivision (Bundeswehr)
Die 5. Panzerdivision war eine Division des Heeres der Bundeswehr mit letztem Sitz des Divisionsstabes in Diez. Sie wurde am 30. September 2001 aufgelöst. Die Truppenteile der Division waren vorrangig im rheinisch-hessischen Raum zwischen Koblenz, Zweibrücken und Sontra stationiert.

## Verbandsabzeichen
Das Verbandsabzeichen der 5. Panzerdivision zeigte im silbern-schwarz (silberne Kordel mit eingeflochtenem schwarzen Faden) umrandeten Schild das Symbol der mittelalterlichen Grafen von Nassau: auf blauem, mit goldenen Schindeln bestreuten Grund einen goldenen, rot bewehrten und gezungten Löwen. Das Wappenmotiv der Division wurde von der Panzerbrigade 14 fortgeführt, jedoch war dieser Schild rot umrandet. Die ehemals unterstellten Brigaden der Division wiesen alle dasselbe oben beschriebene Wappenmotiv auf und unterschieden sich nur durch die Umrandung.

## Geschichte

### Heeresstruktur I und II
Die Division wurde 1956 (Heeresstruktur I) in Grafenwöhr aufgestellt. Sie unterstand dem Heeresstab II (später II. Korps). Die Division führte zunächst folgende Truppen:
- Stab und Stabskompanie (Grafenwöhr)
- Panzerkampfgruppe A 5 (Hohenfels)
- Panzerkampfgruppe B 5 (Grafenwöhr)
- Panzerbataillon 5 (Hohenfels)
- Panzerbataillon 15 (Grafenwöhr)
- Panzergrenadierbataillon 5 (Hohenfels)
- Panzergrenadierbataillon 15 (Grafenwöhr)
- Panzerjägerbataillon 5 (Grafenwöhr)
- Panzerartillerieregiment 5 (Grafenwöhr)
- Panzerflugabwehrartilleriebataillon 5 (Grafenwöhr)
- Panzerpionierbataillon 5 (Hann. Münden, ab 1958 Dillingen)
- Panzerfernmeldebataillon 5 (Grafenwöhr)
- Sanitätsbataillon 5 (Brannenburg-Degerndorf)
- Leichte Feldzeuginstandsetzungskompanie 5 (Grafenwöhr)
- Feldjägerkompanie 5 (Grafenwöhr)
- Panzeraufklärungsbataillon 5 (Hemer).

1957 verlegte der Stab nach Wetzlar und Koblenz. Die Division wechselte 1957 zum III. Korps. 1958 wurde der Verband offiziell der NATO unterstellt. 1958 wurde die neu aufgestellte Panzerkampfgruppe C 5 der Division unterstellt.

### Heeresstruktur II und III
Mit der Heeresstruktur II wurden 1959 die Panzerkampfgruppen in Brigaden umgewidmet. Der Division unterstanden jetzt folgende Brigaden:
- Panzergrenadierbrigade 13 (aus Kampfgruppe B 5)
- Panzerbrigade 14 (aus Kampfgruppe A 5)
- Panzerbrigade 15 (aus Kampfgruppe C 5).

1962 verlegte der Divisionsstab nach Diez an der Lahn. 1977 verließ die Panzerbrigade 14 die Division und wurde der 12. Panzerdivision unterstellt. Dafür wechselte von der 2. Jägerdivision die Panzerbrigade 6 zur 5. Panzerdivision, der dann folgende Brigaden unterstanden:
- Panzergrenadierbrigade 13 (Wetzlar)
- Panzerbrigade 6 (Neustadt (Hessen))
- Panzerbrigade 15 (Koblenz).

1981 wurde die Panzerbrigade 6 in Panzerbrigade 14 umbenannt.

### Heeresstruktur IV bis Auflösung
1986 – in der Heeresstruktur IV – unterstanden der Division:
- Panzergrenadierbrigade 13 (Wetzlar)
- Panzerbrigade 14 (Neustadt)
- Panzerbrigade 15 (Koblenz)
- Artillerielehrregiment 5 (Idar-Oberstein)
  - Feldartillerielehrbataillon 51
  - Raketenartillerielehrbataillon 52 (Idar-Oberstein und Kusel, später Hermeskeil)
  - Beobachtungspanzerartillerielehrbataillon 53 (Idar-Oberstein)
  - Begleitbatterie 5 (Gießen)
- Divisionstruppen
  - Flugabwehrregiment 5 (Lorch)
  - Panzeraufklärungsbataillon 5 (Sontra)
  - Pionierbataillon 5 (Lahnstein)
  - Fernmeldebataillon 5 (Diez)
  - Fernmeldekompanie 5 --- Elektronische Kampfführung (Frankenberg)
  - Nachschubbataillon 5 (Wetzlar)
  - Instandsetzungsbataillon 5 (Gießen)
  - Sanitätsbataillon 5 (Rennerod)
  - Feldersatzbataillone 51 bis 55 (nicht aktiv)
  - Jägerbataillon 56 (nicht aktiv) (Gießen)
  - Jägerbataillon 57 (nicht aktiv) (Daaden)
  - Sicherungsbataillon 58 (nicht aktiv) (Daaden)
  - Heeresfliegerstaffel 5 (Mendig)
  - Heeresmusikkorps 5 (Koblenz)
  - ABC-Abwehrkompanie 5 (Zweibrücken).

In der Heeresstruktur V fusionierte die Division mit dem Wehrbereichskommando IV zum Wehrbereichskommando IV/5. Panzerdivision. 1996 wechselte die Panzerbrigade 39 von der 13. Panzergrenadierdivision zum Wehrbereichskommando IV/5. Panzerdivision. 1997 wurde das Wehrbereichskommando IV/5. Panzerdivision in das Wehrbereichskommando II (Mainz) umbenannt und die 5. Panzerdivision zum 30. September 2001 aufgelöst. Das Wappen der Division wurde von der Panzerbrigade 14 fortgeführt.

### Einsätze
Soldaten der 5. Panzerdivision waren im März 1960 bei der Erdbebenkatastrophe in Agadir (Marokko) im Einsatz. Hier ist insbesondere das Sanitätsbataillon 5 unter seinem damaligen Kommandeur Oberfeldarzt Dr. Merkle zu erwähnen. Im Februar 1962 waren Soldaten als Helfer bei der Sturmflut an der Nordsee sowie im Februar 1984 bei der Hochwasserkatastrophe an der Lahn im Einsatz.

## Kommandeure
| Nr. | Name                                       | Beginn der Berufung | Ende der Berufung  |
| --- | ------------------------------------------ | ------------------- | ------------------ |
| 21  | Generalmajor Axel Bürgener                 | 2000                | 30. September 2001 |
| 20  | Generalmajor Holger Kammerhoff             | 1. April 1998       | 2000               |
| 19  | Generalmajor Werner Widder                 | 1. Oktober 1997     | 31. März 1998      |
| 18  | Generalmajor Klaus Frühhaber               | 1. Januar 1995      | 30. September 1997 |
| 17  | Generalmajor Heribert Göttelmann           | 1. April 1994       | 31. Dezember 1994  |
| 16  | Brigadegeneral Klaus von Heimendahl        | 1. Oktober 1993     | 31. März 1994      |
| 15  | Generalmajor Dieter Stöckmann              | 1. Oktober 1991     | 24. Juni 1993      |
| 14  | Generalmajor Peter Rohde                   | 1. Dezember 1986    | 30. September 1991 |
| 13  | Generalmajor Wilhelm Jacoby                | 11. Juli 1984       | 30. November 1986  |
| 12  | Generalmajor Franz Uhle-Wettler            | 1. Oktober 1982     | 11. Juli 1984      |
| 11  | Generalmajor Götz Mayer                    | 5. Dezember 1980    | 30. September 1982 |
| 10  | Generalmajor Werner Heyd                   | 1. Oktober 1979     | 7. September 1980  |
| 9   | Generalmajor Horst Wenner                  | 27. September 1975  | 30. September 1979 |
| 8   | Generalmajor Kurt von der Osten            | 15. Januar 1974     | 26. September 1975 |
| 7   | Generalmajor Heinz-Georg Lemm              | 10. September 1970  | 15. Januar 1974    |
| 6   | Generalmajor Hans-Joachim von Hopffgarten  | 1. Mai 1969         | 9. September 1970  |
| 5   | Generalmajor Bernd Freytag von Loringhoven | 1. Oktober 1967     | 30. April 1969     |
| 4   | Generalmajor Heinz Hükelheim               | 1. April 1965       | 30. September 1967 |
| 3   | Generalmajor Albert Schnez                 | 1. Oktober 1962     | 31. März 1965      |
| 2   | Generalmajor Günther Pape                  | 1. März 1960        | 30. Juni 1962      |
| 1   | Generalmajor Heinrich Baron von Behr       | 1. Oktober 1956     | 7. Dezember 1959   |

## Chefs des Stabes (Auswahl)
- Oberstleutnant i. G. Rolf Koch-Erpach: vom 3. September 1956 bis 30. September 1959
- Oberstleutnant i. G. Hermann Büschleb: vom 1. Oktober 1959 bis 7. Mai 1962
- Oberstleutnant i. G. Wolfram von Eichel-Streiber: vom 8. Mai 1962 bis 30. September 1965
- Oberstleutnant i. G. Georg Spachtholtz: vom 1. Oktober 1965 bis 31. März 1968
- Oberstleutnant i. G. Wulf-Werner von Blumenthal: vom 1. April 1968 bis 30. September 1971
- Oberst i. G. Ernst-August Schorn: vom 1. Oktober 1971 bis 1974
- Oberst i. G. Horst Albrecht: von 1974 bis 1976
- Oberst i. G. Peter Rohde: von August 1976 bis August 1978, später Kommandeur der Division
- Oberst i. G. Georg Bernhardt: von 1978 bis 1981
- Oberst i. G. Alexander Bergenthal: vom 1. April 1984 bis 30. September 1997
- Oberst i. G. Dietmar Hoppe: 80er Jahre
- Oberst i. G. Hans-Otto Budde: 1990/1991
- Oberst i. G. Karl-Heinz Ackermann: vom 1. Oktober 1991 bis 31. März 1994